# Catedral de San Sebastián (Ilhéus)
La Catedral de San Sebastián o bien Catedral de Ilhéus (en portugués: Catedral São Sebastião) es el nombre que recibe un edificio religioso afiliado a la Iglesia católica que se encuentra ubicado en el centro histórico de la ciudad de Ilhéus, en el estado de Bahía en la parte este del país sudamericano de Brasil.
El templo edificado en estilo neoclásico, cuenta con una cúpula que alcanza 47 metros de altura y tardó más 30 años en ser construido siendo inaugurado finalmente en 1967, sigue el rito romano o latino y sirve como la iglesia madre o principal de la diócesis católica de Ilhéus (Dioecesis Ilheosensis) que fue creada en 1913 mediante la bula "Majus animarum bonum" del papa Pío X.
Esta bajo la responsabilidad pastoral del obispo Mauro Montagnoli y se ha convertido en una de las principales atracciones turísticas de la localidad.

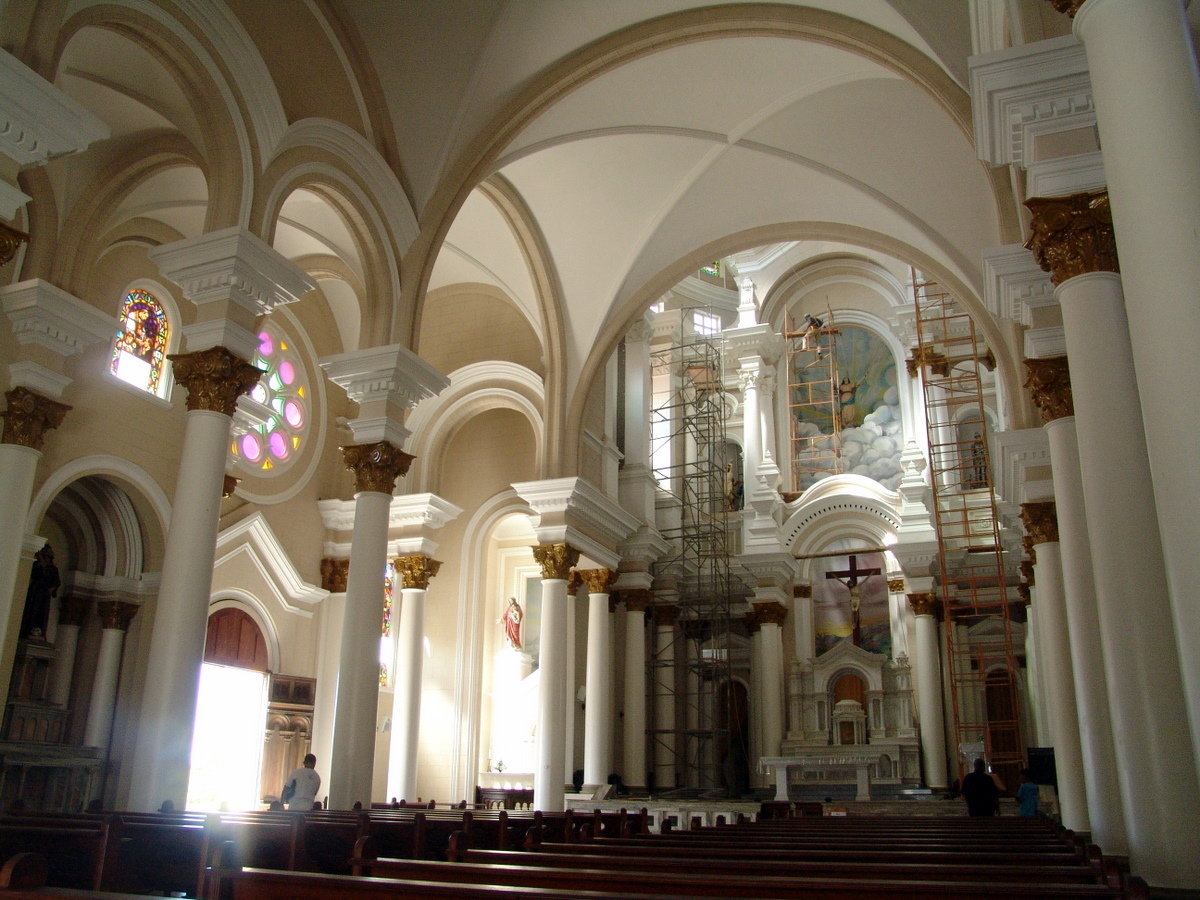
Vista interna